# Asparagus macrorrhizus
Asparagus macrorrhizus es una especie de planta de la familia Asparagaceae, perenne, dioica - es decir, con ejemplares machos y ejemplares hembras-, de porte rastrero y endémica de los arenales que rodean la laguna del Mar Menor, en la Región de Murcia.
La especie fue catalogada inicialmente como Asparagus maritimus, pero a finales de 2013 ha sido descrita como A. macrorrhizus en la publicación 'Flora Ibérica'.

## Hábitat
La especie crece sobre arenales y suelos salinos del entorno del Mar Menor. 

## Distribución
Se trata de una especie endémica exclusiva del entorno del Mar Menor. 
La mayor parte de sus efectivos se distribuyen de forma dispersa por solares urbanizables a lo largo de La Manga del Mar Menor, especialmente al final de su tramo norte (Veneziola), en el municipio de San Javier. 
Se pueden encontrar también algunos ejemplares dispersos por los espacios protegidos de Lo Poyo, salinas de Marchamalo y Marina del Carmolí, incluidos dentro del Parque Regional de Espacios abiertos e islas del Mar Menor, y en Calblanque en el municipio de Cartagena, así como en las dunas y encañizadas del Parque Regional de las salinas y arenales de San Pedro del Pinatar.

## Estado de conservación
A nivel legal, la especie, catalogada todavía como A. maritimus, aparece protegida sólo con la categoría 'de interés especial' en la legislación de la región de Murcia. 
Sin embargo, como nueva especie, con menos de 200 ejemplares, la mayoría de los cuales se encuentran sobre terrenos urbanizables, o en proceso de urbanización, en una zona con gran presión inmobiliaria, se encontraría en peligro crítico de extinción, y con esta categoría aparece recogida en la Lista Roja de la Flora Vascular Española, en su edición de 2008. La especie habría perdido en los últimos 50 años el 90% de su hábitat potencial.
En marzo de 2023, el Ministerio para la Transición Ecológica y el Reto Demográfico del gobierno de España, ha incluido legalmente a esta especie en el catálogo de especies en peligro en la categoría de 'en peligro de extinción'.

## Galería fotográfica

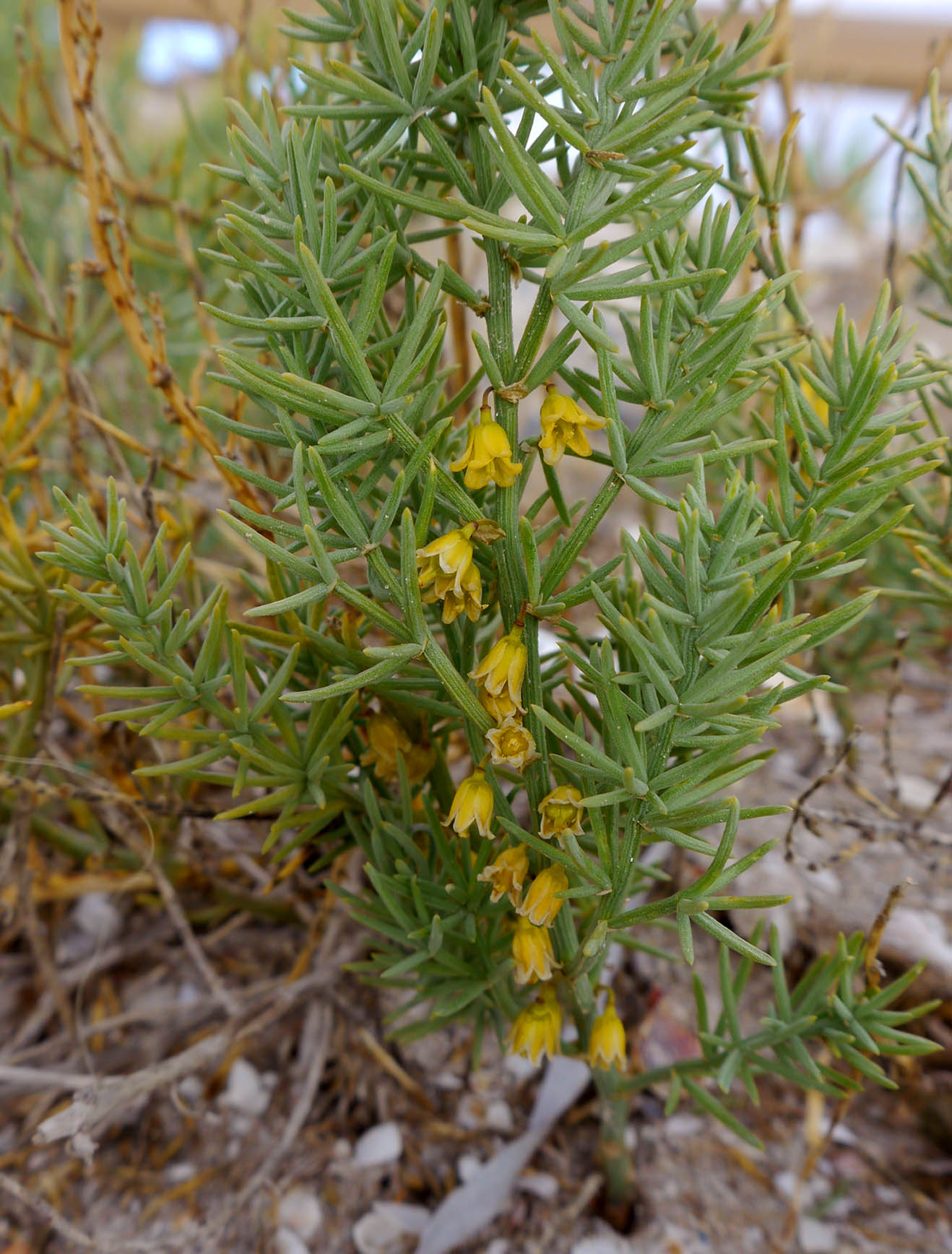
Detalle de las flores.
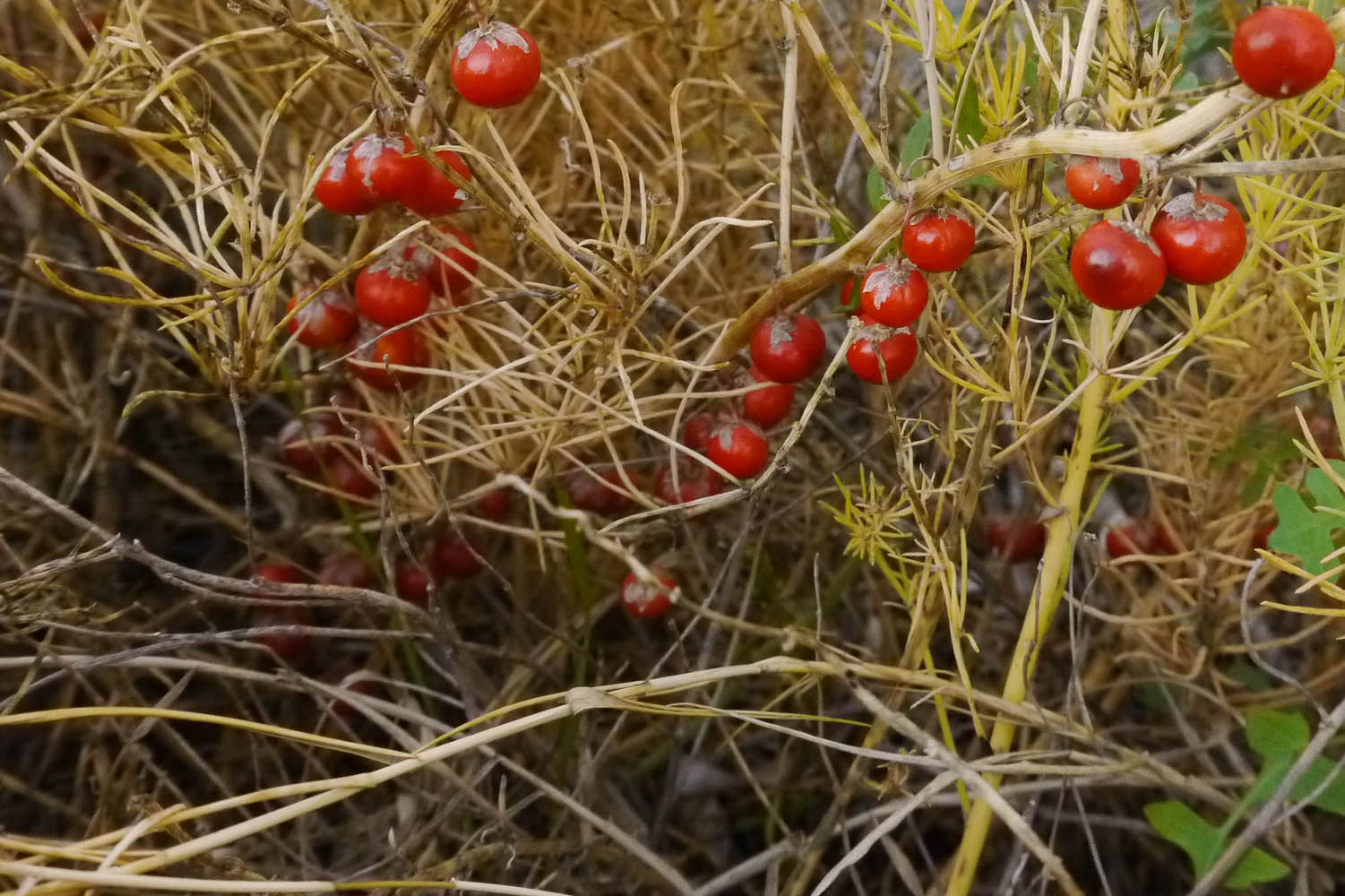
Detalle de los frutos.
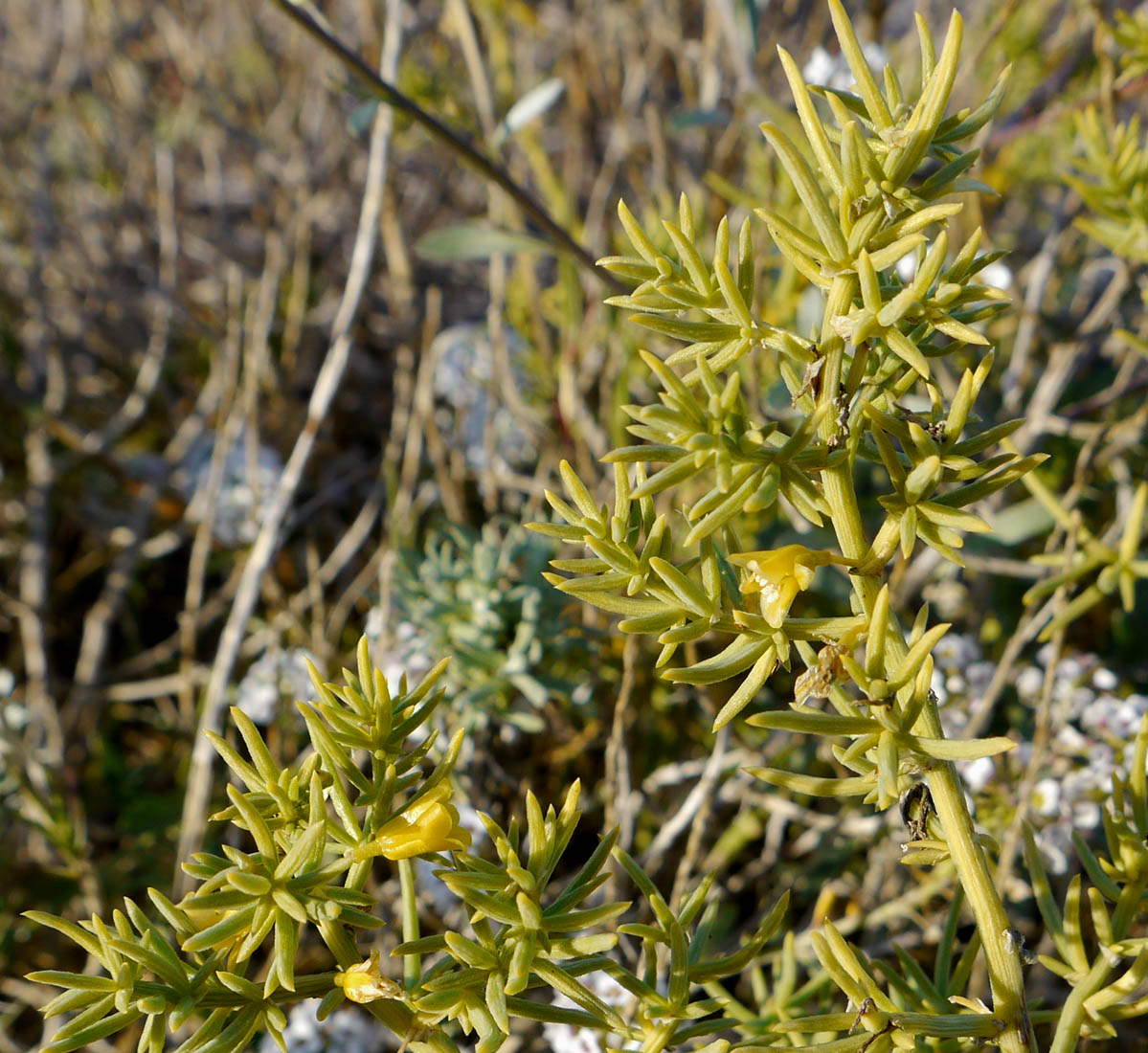
Detalle de las hojas.